# Wilfried Reybrouck
Wilfried Reybrouck, né le 27 janvier 1953 à Bruges, est un ancien coureur cycliste belge. Il est le frère de Guido Reybrouck et le neveu de Gustave Danneels, tous deux anciens coureurs cyclistes.

## Palmarès
- 1971
  - 3e du Tour des Flandres juniors
- 1974
  - 1re étape du Tour d'Italie
- 1975
  - 3e étape du Tour des Pays-Bas
  - 2e de la Flèche côtière
  - 2e du Trophée Luis Puig
  - 2e du Grote Prijs Gemeente Kortemark
- 1976
  - Critérium de Birmingham
  - 2e de la Puivelde Koerse
  - 3e du championnat de Belgique de vitesse
- 1978
  - Maaslandse Pijl

## Résultats sur les grands tours

### Tour d'Italie
2 participations
- 1974 : abandon (3e étape), vainqueur de la 1re étape,  maillot rose pendant deux jours
- 1975 : abandon (4e étape)

### Tour d'Espagne
1 participation
- 1976 : abandon